# Férfi 10 méteres toronyugrás a 2014-es nemzetközösségi játékokon
A férfi 10 méteres toronyugrást a 2014-es nemzetközösségi játékokon augusztus 2-án rendezték meg. Délelőtt a selejtezőt, kora este pedig a döntőt.
A számot – 516,55 ponteredménnyel – a 20 esztendős angol Tom Daley nyerte, csakúgy mint négy évvel korábban Delhiben. A második helyen a maláj Ooi Tze Liang végzett, míg a bronzérmet a tizenhét esztendős kanadai Vincent Riendeau szerezte meg.

## Eredmények
| #  | Tagállam   | Név                | Selejtező | Selejtező | Döntő   | Döntő  |
| #  | Tagállam   | Név                | Rangsor   | Pontok    | Rangsor | Pontok |
| -- | ---------- | ------------------ | --------- | --------- | ------- | ------ |
|    | Anglia     | Tom Daley          | 1         | 488,85    | 1       | 516,55 |
|    | Malajzia   | Ooi Tze Liang      | 5         | 419,50    | 2       | 433,70 |
|    | Kanada     | Vincent Riendeau   | 4         | 440,10    | 3       | 429,25 |
| 4  | Ausztrália | Matthew Mitcham    | 2         | 450,80    | 4       | 420,00 |
| 5  | Kanada     | Maxim Bouchard     | 3         | 441,50    | 5       | 399,20 |
| 6  | Anglia     | James Denny        | 6         | 408,40    | 6       | 397,65 |
| 7  | Ausztrália | Domonic Bedggood   | 8         | 390,25    | 7       | 397,55 |
| 8  | Új-Zéland  | Li Feng Yang       | 7         | 391,70    | 8       | 379,95 |
| 9  | Anglia     | Matthew Dixon      | 10        | 365,65    | 9       | 366,15 |
| 10 | Malajzia   | Chew Yi Wei        | 9         | 367,15    | 10      | 358,55 |
| 11 | India      | Siddharth Pardeshi | 11        | 256,65    | 11      | 258,30 |